# Centrale nucléaire de Seabrook
La centrale nucléaire de Seabrook est située sur la côte atlantique à Seabrook dans le New Hampshire à environ 60 km au nord de Boston et à 16 km au sud de Portsmouth dans le New Hampshire.

## Description
Deux réacteurs à eau pressurisée (REP) de conception Westinghouse étaient prévus mais le second n'a jamais été terminé en raison des délais de construction et de difficultés de financement.
- Seabrook 1 : 1 270 MWe, raccordée au réseau en 1990, autorisée jusqu'en 2026.

C'est le réacteur le plus puissant pour la Nouvelle-Angleterre. La source de refroidissement est prise dans l'Océan atlantique.
- Seabrook 2 : construction inachevée, réacteur partiellement démonté.

À l'origine, la centrale appartenait à 10 sociétés fournisseurs d'électricité pour cinq états. En 2002, ces sociétés ont vendu leurs parts à FPL Energy une filiale du groupe FPL qui détient dorénavant 82 % des parts, le reste étant la propriété de sociétés d'électricité du Massachusetts.
Cette centrale est l'une des quatre appartenant au groupe FPL, les autres sont : Ste Lucie, Turkey Point et Duane Arnold.